# Manuel Franco da Costa de Oliveira Falcão
Manuel Franco da Costa de Oliveira Falcão, né le 10 novembre 1922 à Lisbonne et mort le 21 février 2012 à Beja, est un prélat catholique portugais, notamment évêque de Beja.

## Biographie
Manuel Franco da Costa de Oliveira Falcão est ordonné prêtre en 1951. En 1966, il est nommé évêque auxiliaire de Lisbonne et évêque titulaire de Thélepte (de). En 1974 il devient évêque coadjuteur de Beja et évêque en 1980. Da Costa prend sa retraite en 1999.

## Sources
- Profil sur Catholic hierarchy